# 2005 في روسيا
فيما يلي قوائم الأحداث التي وقعت خلال عام 2005 في روسيا.

## برامج ومسلسلات وأنمي
- كوميدي كلوب

## مواليد

### ديسمبر
- 27 ديسمبر – كريستينا بيمينوفا عارضة روسية.

## وفيات

### فبراير
- 11 فبراير – فلاديمير كوتيلنيكوف (مواليد 1908)

### مارس
- 2 مارس – فيكتور كابيتونوف (مواليد 1933)

### يونيو
- 23 يونيو – نيكولاي أفاناسفسكي (مواليد 1940)

### يوليو
- 9 يوليو – يفغيني غريشين (مواليد 1931)

### أغسطس
- 4 أغسطس – اناتولي اركن (مواليد 1932) فيزيائي روسي.
- 6 أغسطس – نيكولاي أبراموف (مواليد 1950) لاعب كرة قدم روسي.
- 16 أغسطس – ألكسندر جوميلسكي (مواليد 1928)

### ديسمبر
- 20 ديسمبر – جنريخ فيدوسوف (مواليد 1932) لاعب كرة قدم روسي.